# Gustav Vasas intåg i Stockholm 1523

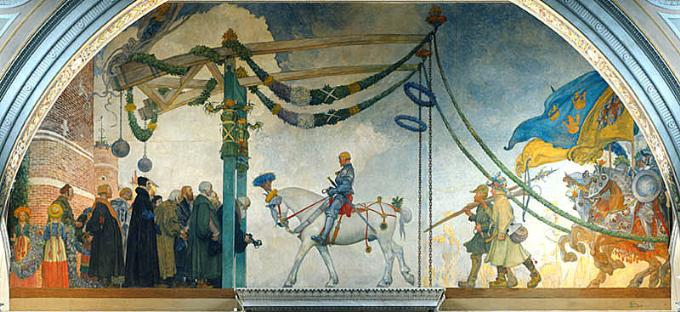
Carl Larssons "Gustav Vasas intåg i Stockholm 1523".

Gustav Vasas intåg i Stockholm 1523 är en målning av Carl Larsson som påbörjades 1891 och färdigställdes 1908. Målningen är omkring 7 x 14 meter och hänger i den övre trapphallen i Nationalmuseum i Stockholm, samt i Uppsala universitetsbibliotek.

## Motiv

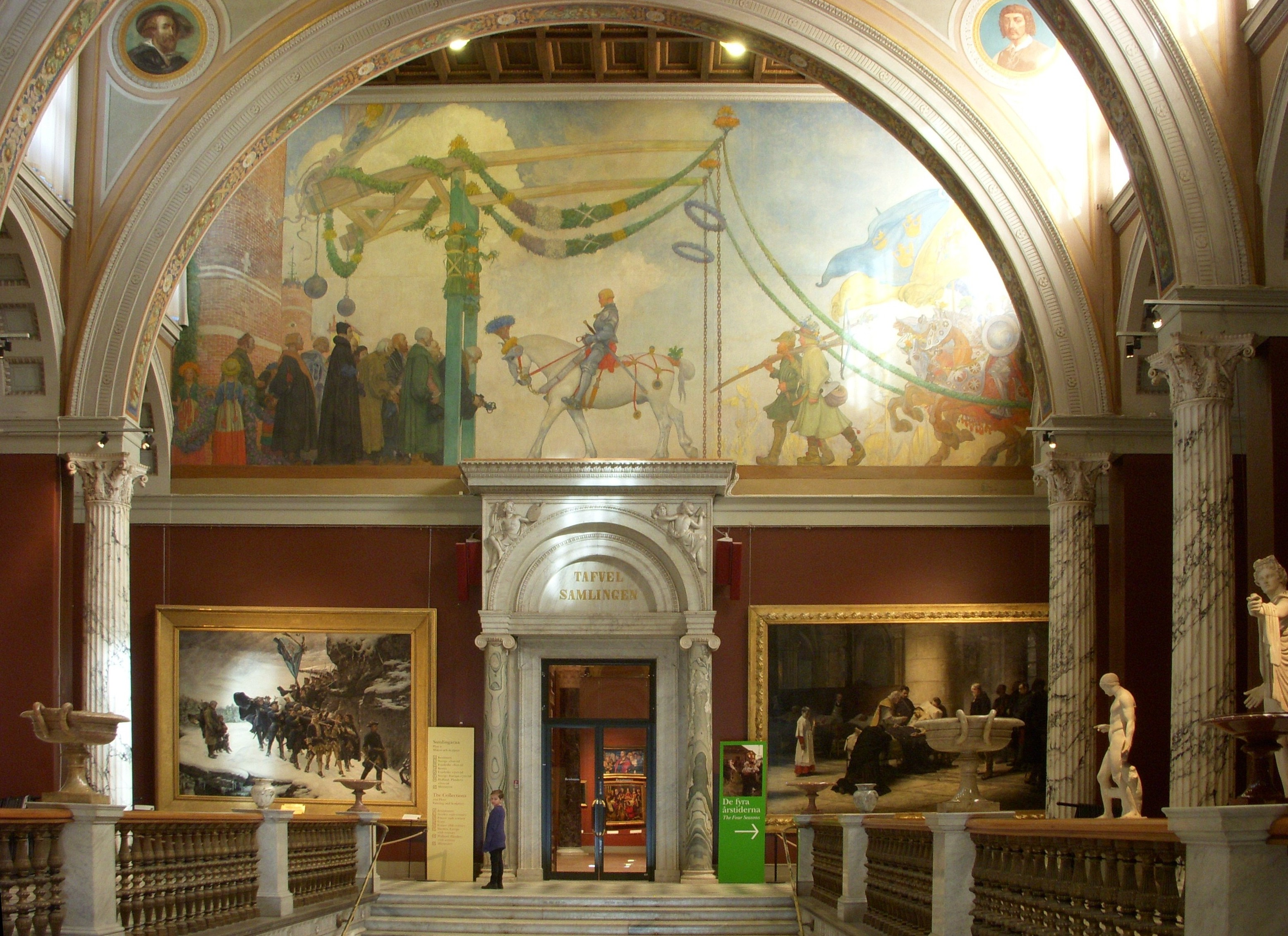
I trapphallen mars 2012.

Motivet föreställer Gustav Vasa till häst när han rider in i Stockholm den 24 juni 1523. Det var ett välkänt motiv för Carl Larsson och hade målats av Johan Gustaf Sandberg i Vasakoret i Uppsala domkyrka. I sin version låter Larsson Gustav Vasa komma ridande på en vit häst när han tas emot av Stockholms borgare vid den södra stadsporten. Borgarna överlämnar stadens nycklar. Gustav Vasa befinner sig mitt i motivet när han rider över en vindbrygga dekorerad med blommor och girlander. Bakom sig har han sin armé. I den första skissen från 1891 bär Gustav Vasa renässansdräkt med barett och rider på en svart häst; i den andra skissen från 1904 bär kungen rustning, bär krona på huvudet och rider på en vit häst. 
Händelsen bygger på Anders Fryxells skildring av händelsen: "Det skedde midsommarafton 1523. Ridande på en hög och ståtligt smyckad häst, omgifven af riddare och unga hofmän i glänsande rustningar och följd af en oräknelig hop, nalkades Gustaf från Södermalm till staden. Vid porten mötte honom de äldsta och förnämsta af borgerskapet och lämnade honom stadens nycklar. Glada strömmade de så länge instängda och förtryckta borgarne mot friheten, sina befriare och sina kommande landsmän till mötes."

## Historik

### Tävlingen
Nationalmuseum i Stockholm invigdes 1866 och arkitekten F.A. Stüler hade angett att de stora väggfälten i nedre trapphallen var lämpliga för freskmålningar. Till invigningen hade professorn i arkitektur Scholander ställt samman en skrift som presenterade byggnaden; vad gällde de tomma väggytorna varnade han dock för att rusa åstad då de inte fanns någon svensk konstnär med någon färdighet i detta slag av målning och att anlita någon utländsk konstnär var inte aktuellt: "Någon betänketid kan heller icke skada, på det att de fält, som här öppnat sig för våra konstnärers tävlan, icke måtte frambringa omogna eller förfelade hastverk."
År 1883 beslutade dock Nationalmuseets nämnd att utlysa en tävlan för ett program för dekorering av väggarna i Nationalmuseum. Tävlingen gällde alltså skriftliga förslag. När tävlingstiden gick ut vid nyår 1884 hade fjorton personer skickat in förslag men arrangörerna fastnade inte för något. Konstnären Gotthard Werner fick ett andra pris och konstnären Mårten Eskil Winge fick ett hedersomnämnande. Efter att ha fått rapport om tävlingen och förslag om åtgärder beslutade Kungl. Maj:t 1887 att man som motiv skulle välja ämnen ur den svenska historien. På de sex väggfälten i nedre hallen skulle behandlas ämnen från Gustav Vasa och framåt medan de två väggfälten i övre trapphallen skulle behandla händelser från forntiden eller medeltiden.
År 1887 bildades en särskild nämnd med ledamöterna från Nationalmusei nämnd samt Viktor Rydberg, August Malmström och Carl Curman. I februari 1888 utlyste nämnden en tävling där man bjöd in svenska konstnärer att komma med ritningar och skisser hur väggytorna skulle målas. En av de konstnärer som redan från början bestämt sig för att delta var Carl Larsson. Larsson var under våren och sommaren upptagen med triptyken Rokoko-Renässans-Nutida konst. Under pseudonymen Allt för fosterlandet ritade Larsson förslag på Karl XII i Bender, Linné inför hovet på Drottningholm samt Bellman i Sergels ateljé. Väggmålningsnämnden beslutade den 12 januari 1889 att tilldela Gustaf Cederström första pris à 800 kronor för Ansgarius predikande kristendomen, Larsson andra pris à 800 kronor och Mårten Eskil Winge fick 500 kronor för Slaget vid Fyrisvall. Både Gustaf Cederström och Carl Larsson blev ombedda att lämna in nya skisser. Trots att båda konstnärerna gjort vissa ändringar ville inte nämnden godkänna dessa och i juni 1890 utlystes en ny tävling.
På hösten 1890 hyrde Larsson en ateljé på Glasbruksgatan på Södermalm i Stockholm och utarbetade sina förslag på samtliga åtta väggytor. För de två väggfälten i övre trapphallen föreslog han dels Gustav II Adolf landstiger i Tyskland, dels Gustaf Vasas intåg i Stockholm midsommarafton 1523. Tävlingsförslagen ställdes ut och uppmärksammades i pressen. I Dagens Nyheter skrev signaturen "-den": "Beundrande måste man taga av hatten för Gustaf Vasas intåg i Stockholm. Carl Larssons sublima komposition, med sina stolta djärva linjer och en färgverkan av största skönhet. Man måste förvånas över att den förr så oberäknelige och tjufpojksaktige Carl Larsson kunnat lyckas så väl med denna monumentala uppgift."
Den särskilda nämnden beslöt dock på hösten 1891 att ge Gustaf Cederström i uppdrag att måla övre trapphallen med Ansgarius predikar kristendomen.
Nämnden var dock splittrad men i en skrivelse till regeringen hade majoriteten enats om att den övre hallen skulle målas med dels Ansgar, dels något annat motiv från forntiden. Skrivelsen föranledde ingen åtgärd från regeringen men ett antal konstnärer undertecknade en protestskrivelse, som lämnades till regeringen sommaren 1892. I protesten ansågs nämndmajoritetens förslag som otillfredsställande, medan Carl Larssons förslag i det stora hela förordades. Bland de 35 undertecknarna fanns konstnärer som prins Eugen, Geskel Saloman, Richard Bergh, Georg Pauli samt Anders Zorn.
Det dröjde till november 1893 innan nämnden åter sammanträdde. På förslag av Sander beslutade den att föreslå regeringen att i övre hallen ha både Ansgar och Gustav II Adolf. Regeringen skickade nämndens förslag på remiss till Konstakademien, vilken i stället förordade Gustav Vasa och Gustav II Adolf i övre trapphallen. Regeringen fattade beslut den 2 februari 1894 enligt Konstakademiens förslag. Uppgiften att måla ett Gustav Vasa-motiv gick till Gustaf Cederström, som dock tackade nej då han inte ville att Carl Larssons skiss på Gustav Vasas intåg i Stockholm 1523 skulle offras. Carl Larsson fick officiellt i uppdrag att teckna kartonger till tre av väggarna i nedre trapphuset.
År 1896 beställde nämnden kartonger även för de återstående tre väggfälten i nedre hallen. För arbetet fick Larsson 25 000 kronor för vardera väggen. De sex väggytorna målades på sommaren 1896. Nämnden var dock kritisk till själva utförandet och ville ha flera detaljändringar. Det hela slutade med att nämnden beslöt att "antaga" målningarna, ordet "godkänna" undveks. Frågan om utförandet av Gustav Vasas intåg bordlades och följande år beslöt nämnden att ytterligare målning i trapphallen fick anstå.

### Målningen

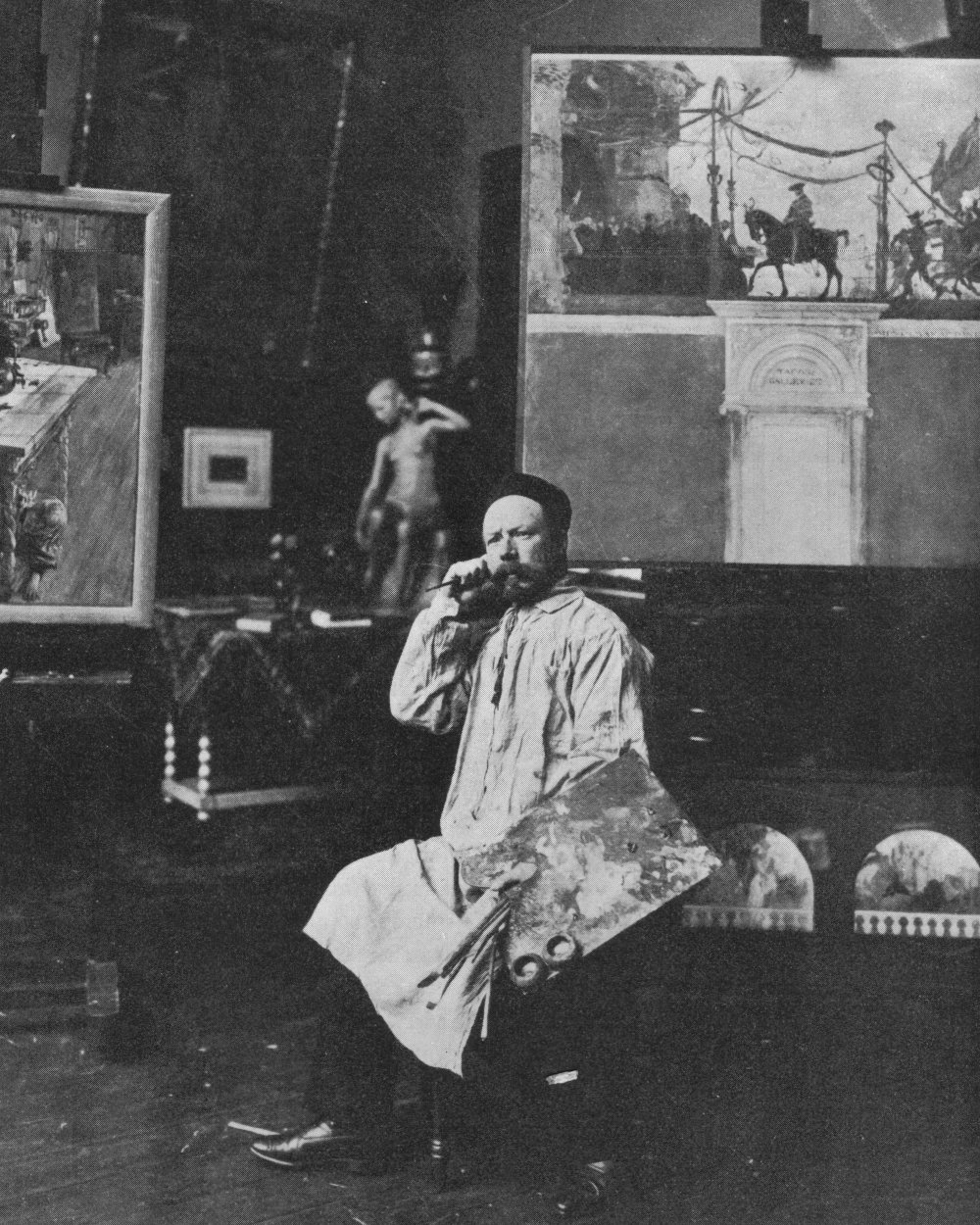
Carl Larsson i sin ateljé framför den första skissen till Gustav Vasas intåg.

Väggmålningsnämnden somnade därefter in men hos Carl Larsson fanns ivern kvar att få måla Gustaf Vasas intåg. I december 1897 skrev han ett brev till konstmecenaten Pontus Fürstenberg där han bad om 10 000 kronor för att kunna måla det 14 gånger 7 meter stora motivet i olja och sedan presentera målningen för nämnden som inte skulle kunna neka honom att få sätta upp målningen. Pontus Fürstenberg ville inte lägga ut pengarna utan bad Carl Larsson att avvakta. Dennes iver gick dock inte att helt stoppa. Han svarade Fürstenberg: "Emellertid finnes det intet tvivel på att jag skall måla denna Gustav Vasa och då anser jag det lika så gott - eller helst det - att jag målar den genast." När han inte var upptagen med andra uppgifter gjorde han studier av hästens anatomi och målade rustningar i Livrustkammaren. För att bli bättre på att teckna hästar tog han lektioner på Veterinärhögskolan. Han hyrde också en häst i Stockholm och fraktade den till hemmet i Sundborn för att teckna passgång. I maj 1904 ställdes Carl Larssons skiss av Gustav Vasas intåg ut i Nationalmuseum. Väggmålningsnämnden sammanträdde på hösten 1905 och beslutade då att Larsson skulle lämna in ytterligare en skiss som nämnden kunde ta ställning till. Beslutet var inte enhälligt och ledamoten Carl David af Wirsén ansåg att "Mycket fick Gustaf Vasa lida, av upproriska undersåtar, av sina barn m.m. Skall han nu ytterligare behöva lida genom att bli målad av Carl Larsson?"
I september 1906 sammanträdde nämnden och beslöt föreslå för regeringen att Larsson skulle få måla det östra väggfältet i övre trapphallen. Regeringen överlåt beslutet åt Nationalmuseums ordinarie nämnd och den 7 november fick Carl Larsson i uppdrag att måla Gustaf Vasas intåg som en freskmålning. Arbetet var dock lättare att utföra i hans ateljé i Sundborn och i oktober 1907 skrev han till Nationalmuseums chef Ludvig Looström och bad att få göra målningen på duk i olja. Detta gick nämnden med på och i det stora hela var målningen klar i ateljén i november.
Målningen skickades i fyra rullar till Stockholm och de placerades utrullade på kupolsalens golv där ledamöterna i väggmålningsnämnden från en ställning hade tillfälle att studera den nästan färdiga målningen. Nämnden beslöt att godkänna Larssons målning även om man hade anmärkningar mot hästens vänstra bakben. Dukarna sattes sedan upp på väggfältet och den 28 januari 1908 signerade Carl Larsson sin målning. Larsson hade då också gjort en eftergift till nämnden: han hade tagit bort kronan från Gustav Vasas huvud.
I pressen fick Carl Larssons målning positiva recensioner. I Svenska Dagbladet skrev August Brunius: "Den fyller alla krav på monumentalitet och på samma gång: hur rolig är den icke, hur äkta Larssonskt rörlig i sina detaljer. Även efter en första blick vet man att denna monumentalmålning aldrig kommer att uppfattas som en tråkig och akademisk historielektion; så länge dess färger hålla sig friska och dess lekfulla linjespel är synligt, skall den kännas som en frisk vårfläkt och en ton av äkta svenskhet, ett ungdomligt tal till ungdomen."